# Nuovo Brunswick
Il Nuovo Brunswick (in inglese New Brunswick; in francese Nouveau-Brunswick; in gaelico canadese Brunswick Nuadh) è una provincia del Canada con capoluogo Fredericton. La sua popolazione, in lenta crescita, supera i 700 000 abitanti.
Fa parte del cosiddetto Canada francese, e assieme alla Nuova Scozia e all'Isola del Principe Edoardo è una delle tre Province marittime.

## Origine del nome
Dopo la fondazione nel 1784, la colonia fu chiamata New Brunswick in onore di Giorgio III, re di Gran Bretagna, re d'Irlanda e principe elettore di Brunswick-Lüneburg nell'attuale Germania.
Prima dell'arrivo degli europei, le tribù indigene non hanno lasciato una documentazione scritta, ma la loro lingua è presente in molti toponimi, come Aroostook, Bouctouche, Memramcook, Petitcodiac, Quispamsis, Richibucto e Shediac.

## Storia

### 4000 a.C. – periodo pre-europeo

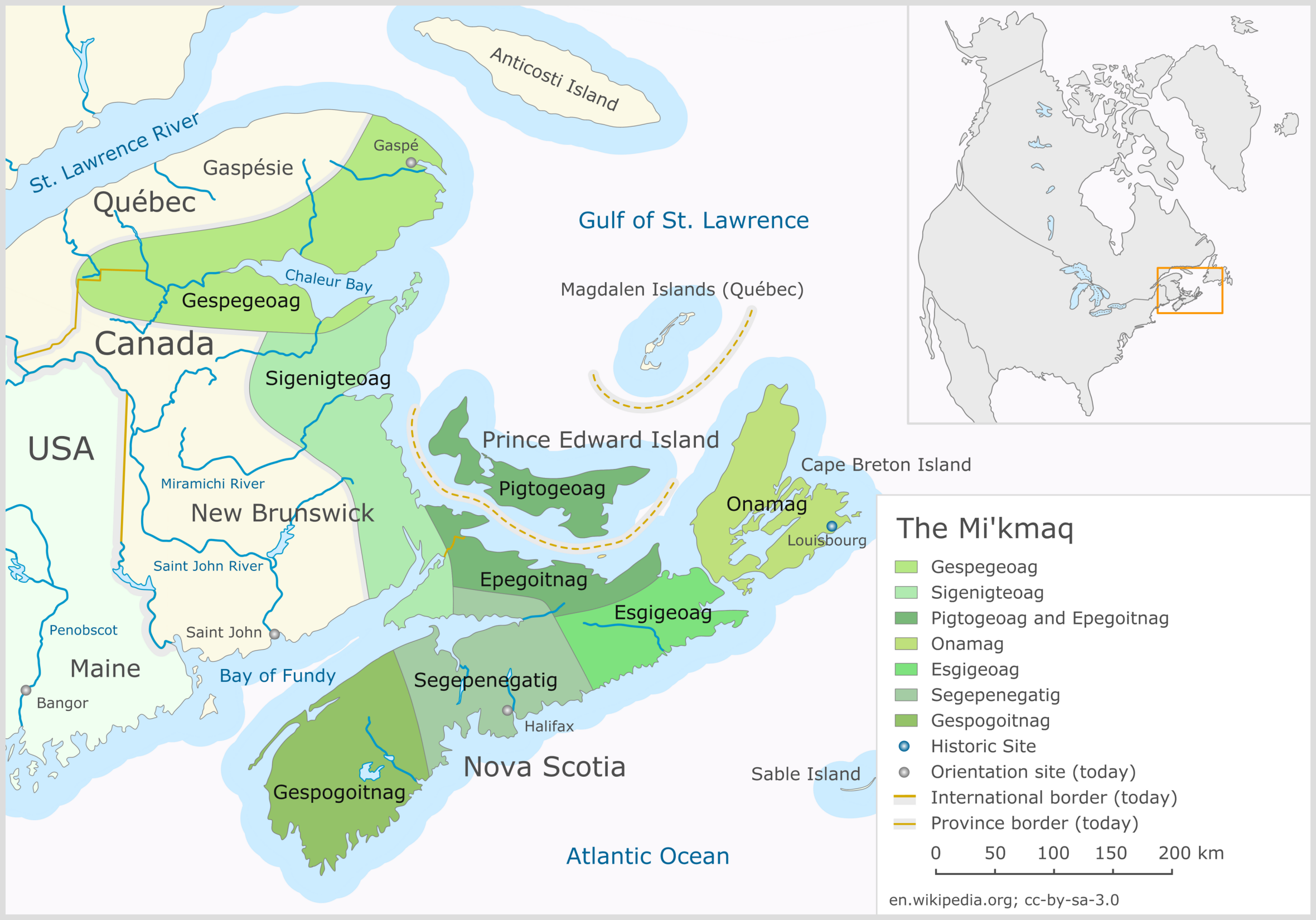
Distribuzione delle popolazioni indigene

L'uomo, giunto probabilmente nel Nord America attraversando il ponte di ghiaccio creatosi con l'Asia, popolò l'emisfero settentrionale del nuovo continente dando vita a numerose civiltà, tra cui quella dei Sáqwéjíjk, insediatosi nei territori che oggi costituiscono il Nuovo Brunswick a partire dal 4000 a.C. circa.

I primi Sáqwéjíjk chiamavano se stessi con il nome di Mi'kmaq (Micmac), un termine che può essere tradotto con “i miei amici-parenti”. Il tumulo di Augustine, costruito vicino a Metepnákiaq (Red Bank First Nation) nel 2500 a.C., si presenta oggi come una testimonianza di questa fase.
Le popolazioni indigene del Nuovo Brunswick comprendevano i Mi'kmaq (Micmac), Maliseet (Wolastoqiyik – "gente del fiume buono" il fiume Saint John) e Passamaquoddy (Panwapskewiyik). I Mi'kmaq erano situati maggiormente nella parte orientale dell'attuale stato. I Maliseets si stanziarono lungo il Wolastoq (fiume Saint John) e la nazione Passamaquoddy nel sud-ovest, intorno a Passamaquoddy Bay.

### Prime esplorazioni e epoca coloniale francese (1604-1759)
La prima esplorazione nota del Nuovo Brunswick da parte degli europei risale al 1534, per opera del francese Jacques Cartier.

Il successivo contatto francese risale al 1604, quando il partito guidato da Pierre Dugua de Mons e Samuel de Champlain istituì un campo invernale a St.Croix Island, tra il Maine e il Nuovo Brunswick. La colonia fu trasferita l'anno seguente lungo la baia di Fundy a Port Royal. Nel corso dei 150 anni seguenti, altri insediamenti francesi vennero fondati lungo il fiume Saint John, nell'alta baia di Fundy e, infine, a Saint-Pierre (il sito dell'odierna Bathurst). L'intera regione marittima (così come parte del Maine) venne proclamata parte della colonia francese dell'Acadia.
Una delle disposizioni del trattato di Utrecht del 1713 prescrise la cessione della penisola della Nuova Scozia agli inglesi.
La maggior parte della popolazione dell'Acadia si ritrovò così sotto la corona britannica. Il resto della Acadia (compresa la regione del Nuovo Brunswick) rimaneva scarsamente popolata e difesa, e per proteggere i propri interessi territoriali (quello che rimaneva della colonia dell'Acadia), la Francia nel 1750 fece costruire due forti (Fort Beausejour e Fort Gaspareaux) lungo la frontiera con la Nuova Scozia su ciascuna estremità dell'istmo di Chignecto.
Una grande fortificazione francese (Fortress Louisbourg) fu costruita sull'Ile Royale, ma la funzione di questo fortilizio fu soprattutto la difesa della colonia del Canada, non tanto dell'Acadia.

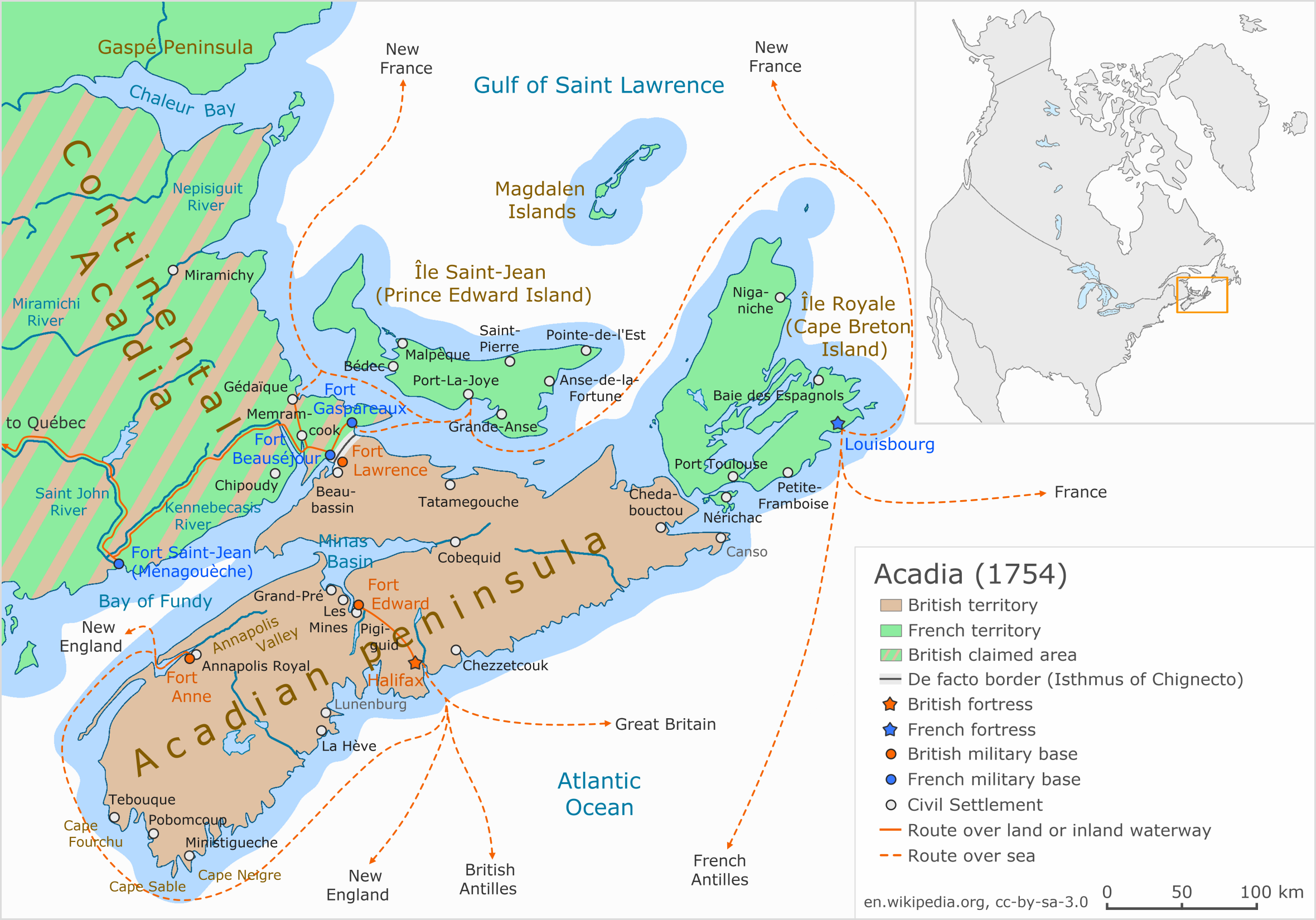
Acadia (1754)

Con la guerra dei sette anni (1756-63), l'Inghilterra estese il suo controllo fino ad includere tutto il Nuovo Brunswick. Fort Beausejour (vicino a Sackville) fu catturato dalle forze britanniche comandate da Lt. Col. Robert Monckton nel 1755. Alcuni degli acadiani della regione di Petitcodiac e Memramcook scapparono e, sotto la guida di Joseph Broussard, continuarono a condurre azioni di guerriglia contro le forze britanniche ancora per un paio di anni.
Altre azioni militari lungo il fiume Saint John si combatterono tra il 1758 e 1759. Fort Anne (Fredericton) cadde nel corso delle campagne del 1759 e in seguito a questo, l'odierno Nuovo Brunswick passò interamente sotto il controllo britannico.

### L'epoca coloniale britannica (1759-1867)
Dopo la guerra dei sette anni la maggior parte del Nuovo Brunswick e del Maine vennero annessi come contea di Sunbury nella colonia della Nuova Scozia. La relativa distanza del Nuovo Brunswick dalla costa atlantica ostacolarono però gli insediamenti durante il periodo post-bellico, anche se con alcune eccezioni (l'arrivo dalla Pennsylvania dei coloni olandesi nel 1766).
Una significativa crescita della popolazione non si verificò nella regione fino a quando la Gran Bretagna non convinse i profughi lealisti provenienti dagli Stati Uniti ad insediarsi nella zona in seguito alla guerra d'indipendenza americana. Con l'arrivo di questi profughi lealisti a Parrtown (Saint John) nel 1783, la necessità di organizzare politicamente il territorio divenne urgente e sentita anche dalle nuove popolazioni. L'amministrazione coloniale britannica con sede nella lontana Halifax ritenne che le regioni a ovest dell'istmo di Chignecto erano troppo remote per consentirne un efficace governo. Come risultato, la colonia del Nuovo Brunswick fu creata da Sir Thomas Carleton il 16 agosto 1784.

La nuova provincia prese il nome dal duca di Brunswick, figlio di re Giorgio III d'Inghilterra. Fredericton fu similarmente dedicata al principe di Galles, che morì prima di diventare Re.
Tra la fine del XVII e l'inizio del XIX secolo, alcuni deportati acadiani ritornarono dalla Nuova Scozia nei territori della vecchia "Acadia", dove si stabilirono soprattutto lungo la costa orientale e settentrionale della nuova colonia del Nuovo Brunswick. Qui vissero in un relativo (e in molti modi auto-imposto) isolamento.
Altri immigrati giunsero nel Nuovo Brunswick nella prima metà del XIX secolo provenienti da Inghilterra, Scozia e Irlanda, spesso dopo aver attraversato o aver vissuto a Terranova. Un grande afflusso di coloni arrivò nel Nuovo Brunswick dopo il 1845 dall'Irlanda a seguito della Grande carestia irlandese che colpì l'isola. Molte di queste persone si stabilirono a Saint John e Chatham.
La frontiera nord-ovest tra Maine e Nuovo Brunswick non era stata chiaramente definita dal trattato di Parigi (1783), che aveva concluso la guerra rivoluzionaria. Entro la fine del 1830, la crescita demografica e gli interessi legati allo sfruttamento del legname imposero la necessità di una precisa delimitazione politica. Nell'inverno del 1838-39, la situazione rapidamente deteriorò, e sia il Maine che il Nuovo Brunswick fecero scendere in campo le loro rispettive milizie. La guerra di Aroostook fu comunque incruenta, e il confine fu tracciato dal trattato di Webster-Ashburton nel 1842.
Per tutto il XIX secolo la cantieristica navale, sia sulla baia di Fundy che sul fiume Miramichi, fu l'industria dominante nel Nuovo Brunswick e, assieme all'agricoltura, fu assai importante per l'economia.

### Il Nuovo Brunswick nel Canada (1867-oggi)
Il Nuovo Brunswick è stata una delle quattro province ad entrare nella Confederazione canadese il 1º luglio 1867.
Sul finire del XIX secolo la situazione economica segna il passo nel Nuovo Brunswick con il declino della cantieristica navale in legno. Lavoratori qualificati furono così costretti a trasferirsi in altre parti del Canada se non negli Stati Uniti in cerca di un lavoro.
Con l'inizio del XX secolo le cose migliorano e l'economia provinciale inizia ad espandersi nuovamente. Il settore manifatturiero ha acquisito importanza con la costruzione di numerosi opifici nel campo tessile e nel cruciale settore forestale con nuove segherie che aprono in parecchie regioni dell'entroterra dando rilevanza al comparto della carta e della cellulosa. L'industria ferroviaria nel frattempo si sviluppa nella regione di Moncton. Tuttavia la disoccupazione rimane alta in tutta la provincia e la Grande depressione porterà un'altra battuta d'arresto. Due influenti famiglie, gli Irving ed i McCain, emergono dal periodo della depressione e iniziano a modernizzare e integrare verticalmente l'economia provinciale, in particolare nel vitale settore forestale, della trasformazione alimentare e dell'energia.
Gli Acadiani nel nord del Nuovo Brunswick rimasero a lungo isolati geograficamente e linguisticamente dai più numerosi anglofoni del sud della provincia. I servizi governativi spesso non erano forniti in lingua francese, e le infrastrutture nelle aree prevalentemente francofone rimasero notevolmente meno sviluppate che nel restante Nuovo Brunswick. Questa situazione però cambiò con l'elezione del premier Robichaud Louis nel 1960 che intraprese l'ambizioso piano delle “pari opportunità” (nei campi dell'istruzione, della manutenzione delle strade rurali, l'assistenza sanitaria). I consigli di contea vennero aboliti, e le zone rurali passarono sotto la giurisdizione dalla provincia. Con l'Official Languages Act del 1969 il francese divenne lingua ufficiale.

## Geografia

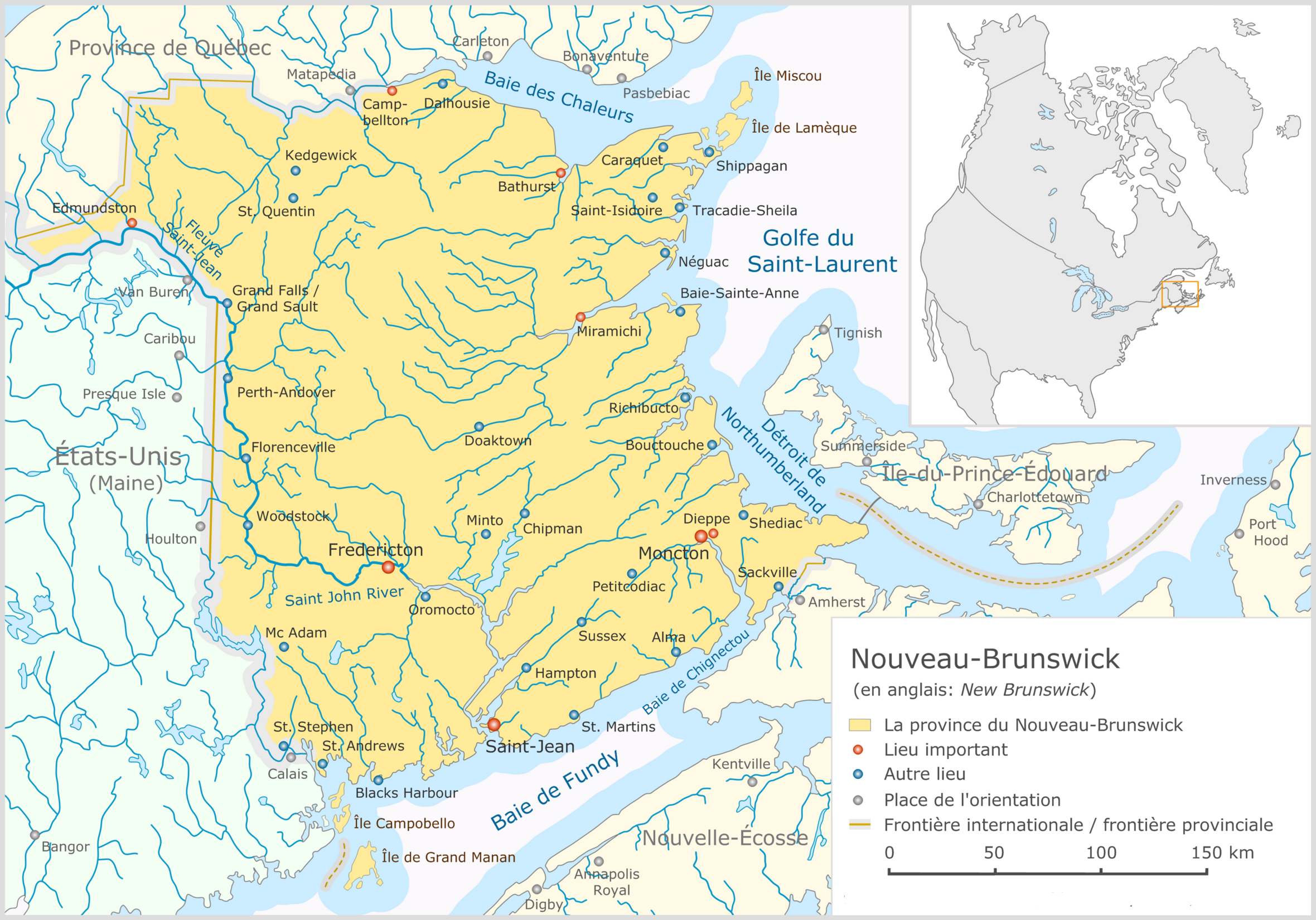
Il Nuovo Brunswick

### Geografia fisica
Il Nuovo Brunswick è situato sulla costa orientale del Canada. Confina a nord con la Penisola Gaspé o de la Gaspésie (Québec) e la Baia dei Calori e ad est con il Golfo di San Lorenzo e lo Stretto di Northumberland. A sud, è bagnato dalla Baia di Fundy, ma una stretta penisola lo collega alla Nuova Scozia; a ovest confina con gli Stati Uniti d'America (più precisamente con lo stato del Maine).
Il Nuovo Brunswick è posto ai limiti settentrionali dei Monti Appalachi, una catena di antiche montagne erose. Il territorio consiste principalmente di vallate fluviali e colline. Le Caledonia Highlands e le St Croix Highlands si estendono lungo la regione costiera della Baia di Fundy, e raggiungendo un'altezze di circa 300 metri. Nella parte nord-occidentale della provincia si trovano le Miramichi Highlands, così come le Chaleur Uplands e le Montagne di Notre Dame che trovano la loro cima più alta con il Monte Carleton a 820 metri.
Il Nuovo Brunswick si differenzia dalle altre province marittime del Canada (le altre sono Nuova Scozia e Isola del Principe Edoardo) sia da un punto di vista fisico che climatico. Le vicine province di Nuova Scozia e Isola del Principe Edoardo sono completamente o quasi circondata da acque oceaniche e il loro clima ne è fortemente influenzato, così come l'economia e la cultura. Il Nuovo Brunswick, d'altra parte, pur possedendo una notevole linea di costa, è al riparo dagli effetti diretti dell'Oceano Atlantico soprattutto spingendosi verso l'entroterra. Il clima, pertanto, tende ad essere più a carattere continentale che marittimo. E così il tipo di insediamento e il modello economico a differenza delle vicine province marittime, è basato più sul suo sistema fluviale interno che sul suo mare. I principali sistemi fluviali della provincia includono i fiumi Saint Croix, Saint John, Kennebecasis, Petitcodiac, Miramichi, Nepisiguit e Restigouche.
La superficie provinciale, acque interne comprese, è di 72908 km², di cui oltre l'80% è coperta da boschi e foreste. I terreni agricoli si trovano in gran parte nell'alta valle del fiume Saint John, e in minore quantità nel sud-est della provincia, soprattutto nelle valli fluviali del Kennebecasis e Petitcodiac. I tre principali centri urbani si trovano tutti nella parte meridionale della provincia.
Le popolazioni indigene del Nuovo Brunswick comprendono i Mi'kmaq (Micmac), i Malecite e i Passamaquoddy.

### Geografia antropica – Le suddivisioni

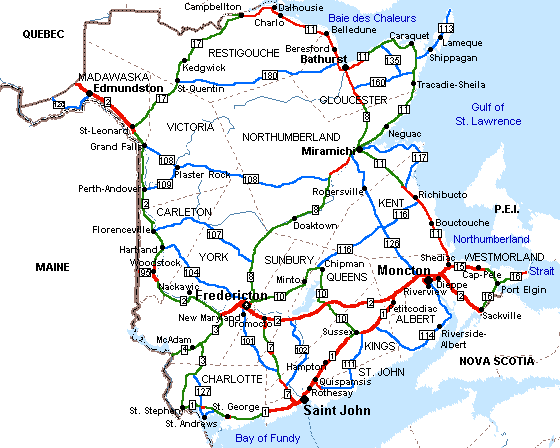
Mappa stradale del Nuovo Brunswick

Bisogna notare che prima del 1966, le contee del Nuovo Brunswick non avevano altra funzione che quella di giurisdizione giudiziaria e di indicazione geografica. Compaiono ancora sulla maggior parte delle carte geografiche. Prima dell'Equal Opportunity del 1966, le contee rappresentavano il vertice del complicato sistema amministrativo del Nuovo Brunswick, che si articolava su tre livelli. Ogni contea era suddivisa in parrocchie (parishes), e alcune parrocchie erano ulteriormente divise in municipalità. Tutte le municipalità facevano capo alla propria parrocchia e quindi alla propria contea, ad eccezione della Città di Saint John. Saint John faceva capo direttamente alla Contea di St. John.

### Città
Le otto principali città del Nuovo Brunswick, elencate in ordine decrescente di popolazione, sono:
- Moncton
- Saint John
- Fredericton
- Miramichi
- Edmundston
- Dieppe
- Bathurst
- Campbellton

Moncton (64 128 abitanti, 126 424 nell'area metropolitana) è l'area urbana che sta crescendo più velocemente nella provincia e tra le prime dieci a livello federale. La sua economia è basata principalmente sui trasporti, il commercio e i servizi. La popolazione di Moncton è per circa il 62% anglofona e per il 38% francofona e la città ha ospitato nel 1999 l'ottavo summit dell'Organizzazione della Francofonia.
Saint John (68 043 abitanti, 122 389 nell'area metropolitana) è una città portuale, basata sull'industria pesante, principalmente carta, raffinerie e bacini di carenaggio. Saint John, viene sempre scritto per esteso, in modo da distinguere la città da St. John's, capitale di Terranova e Labrador, con la quale viene comunemente confusa.
Fredericton, oltre ad essere la capitale della provincia, è una città universitaria, sede della Lord Beaverbrook Art Gallery, del Theatre New Brunswick, e di altri luoghi d'interesse, compresa la Christ Church Cathedral, che è la più antica cattedrale del Canada e degli Stati Uniti.

### Altre suddivisioni
- Regioni naturali del Nuovo Brunswick
- Municipalità del Nuovo Brunswick
- Parrocchie del Nuovo Brunswick

## Società

### Lingue e dialetti
Il Nuovo Brunswick è l'unica provincia ufficialmente bilingue del Canada. La popolazione è per il 64,7% di lingua inglese e per il 32,9% di lingua francese: i francofoni del Nuovo Brunswick prendono il nome di "Acadiani", da Acadia, il nome che aveva la regione durante il periodo coloniale francese, quando ci fu una forte migrazione proveniente dalla zona della Vienne. Il governo provinciale partecipa in qualità di membro sottonazionale all'Organizzazione Internazionale della Francofonia.

### Religioni
(Dati relativi al censimento 2001)
- Cristiani: 91,5%
  - Cattolici: 53,7%
  - Protestanti: 36,6%
  - Ortodossi: 0,1%
  - Altri Cristiani: 1.1%
- Musulmani: 0,2%
- Ebrei: 0,1%
- Atei e agnostici: 8,0%

## Economia
L'economia del Nuovo Brunswick è composta principalmente dal terziario, dominato dai servizi finanziari, assicurazioni e altri servizi, ma è meglio conosciuta per la silvicoltura, l'industria mineraria, l'agricoltura e la pesca. La principale coltivazione è quella delle patate, mentre la pesca si rivolge principalmente alle aragoste.

## Cultura
Il Nuovo Brunswick conta quattro università pubbliche, di cui tre anglofone (la University of New Brunswick, fondata come King's College nel 1785, la St.Thomas University, una delle più antiche istituzioni accademiche del Nord America, e la Mount Allison University) e una francofona (l'Université de Moncton).

## Galleria d'immagini

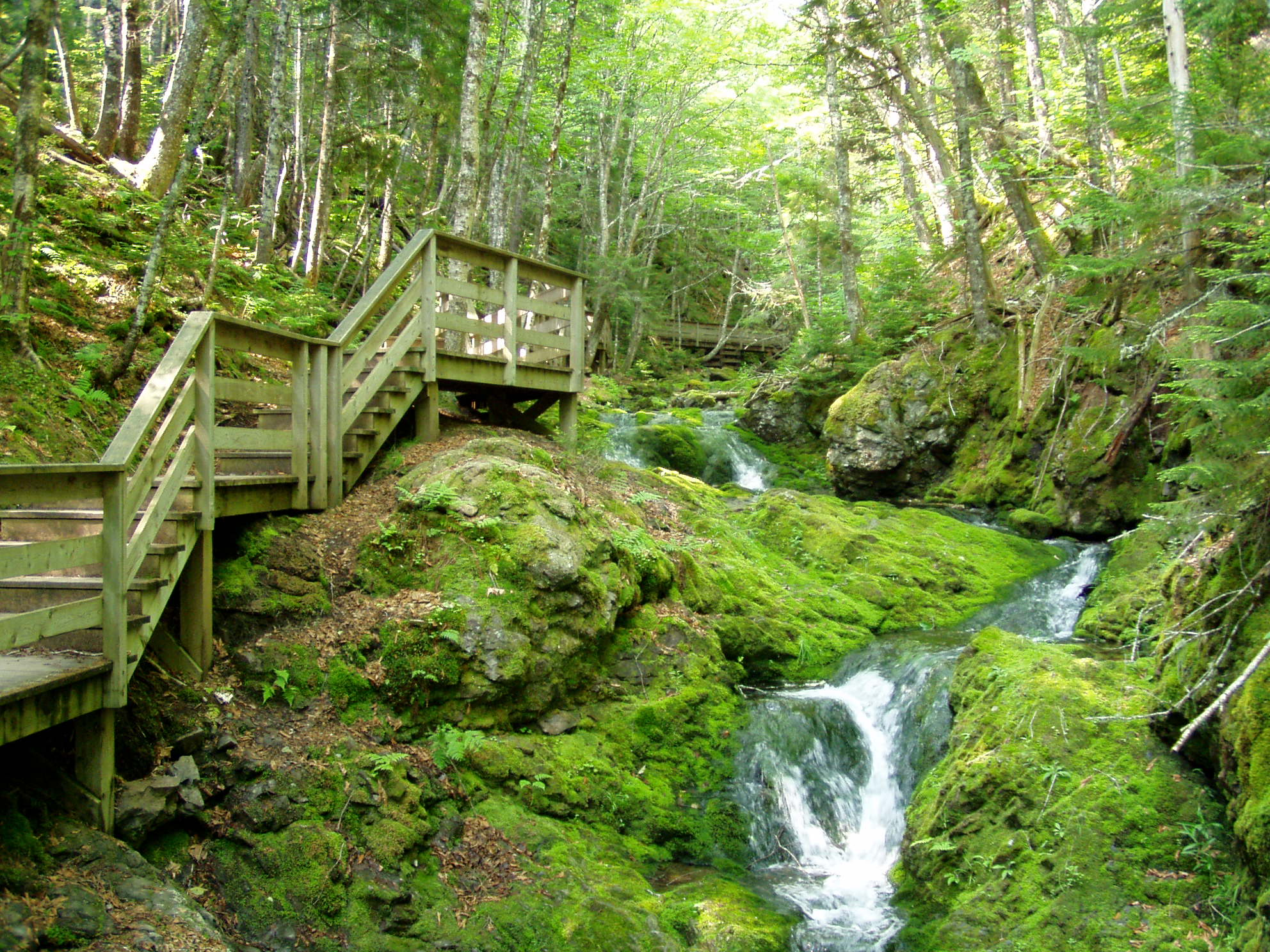
Cascate Dickson, Fundy National Park
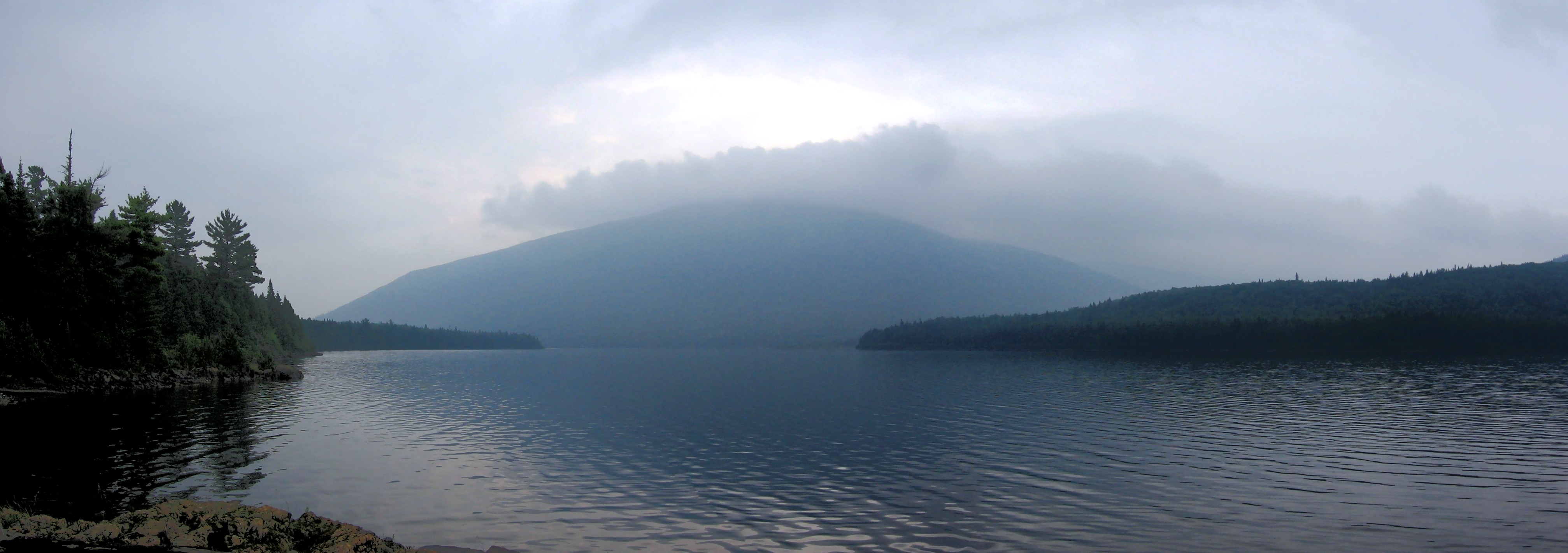
Mount Carleton
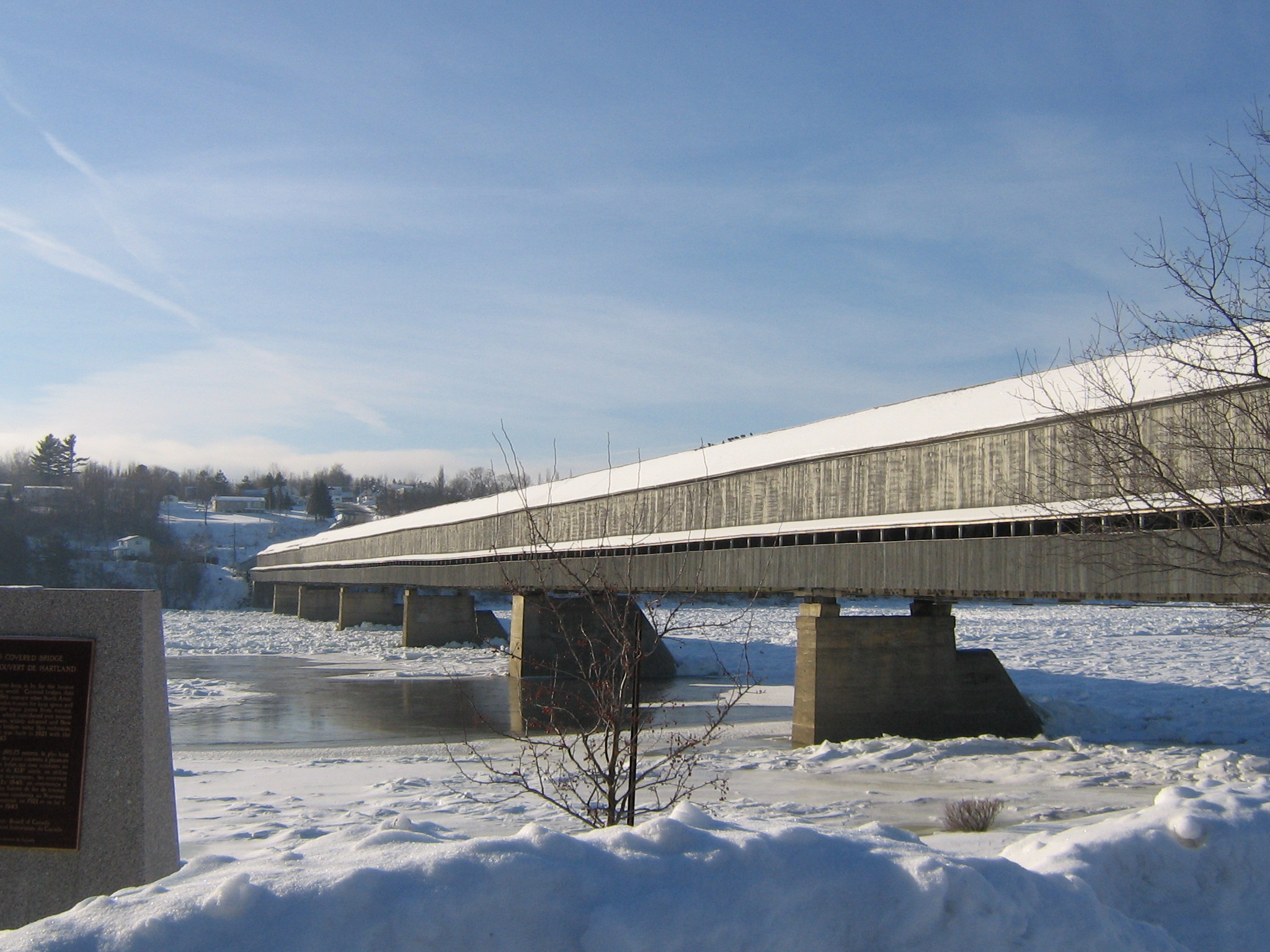
Ponte coperto ad Hartland
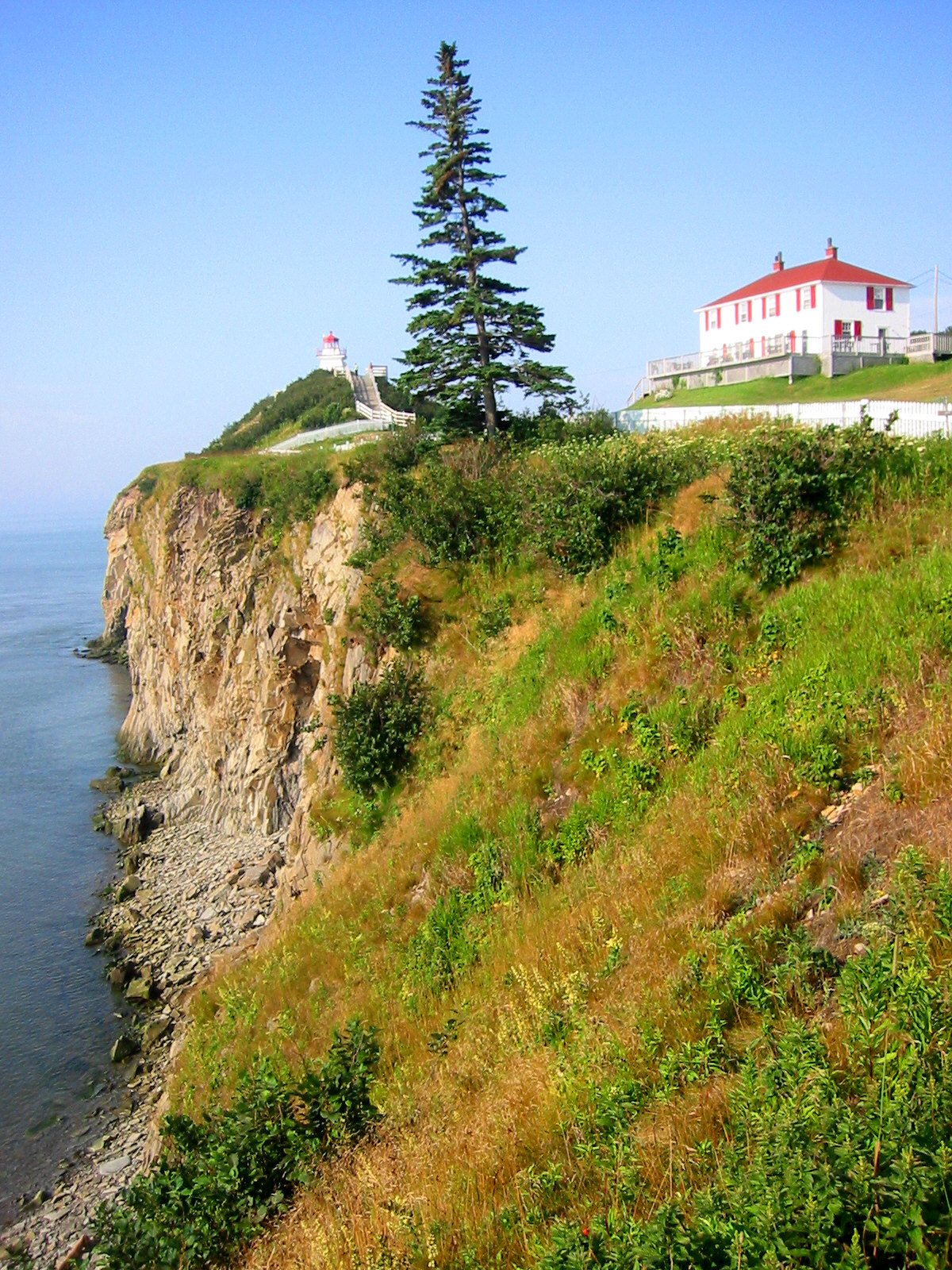
Cape Enrage
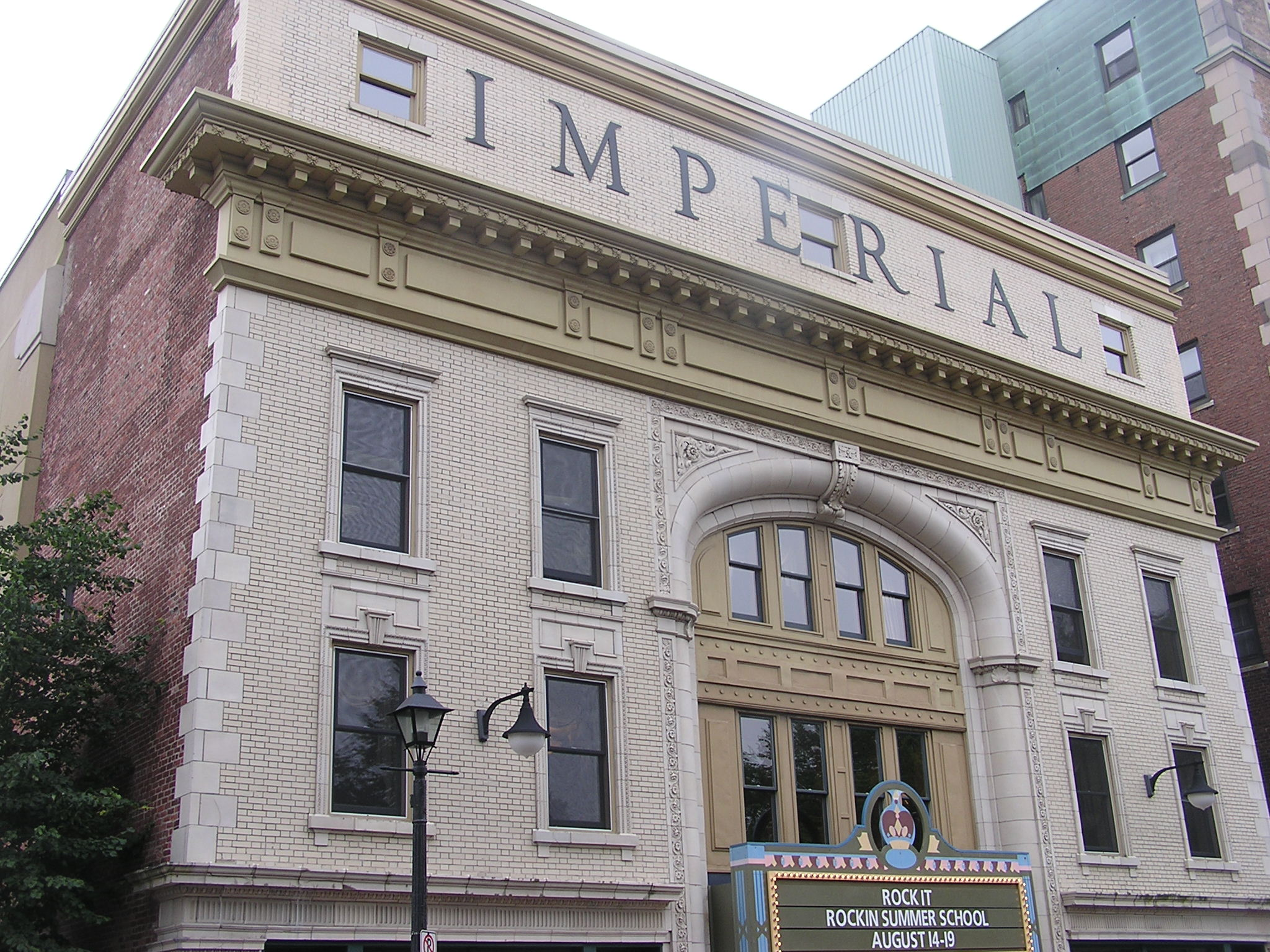
Imperial Theatre, Saint John
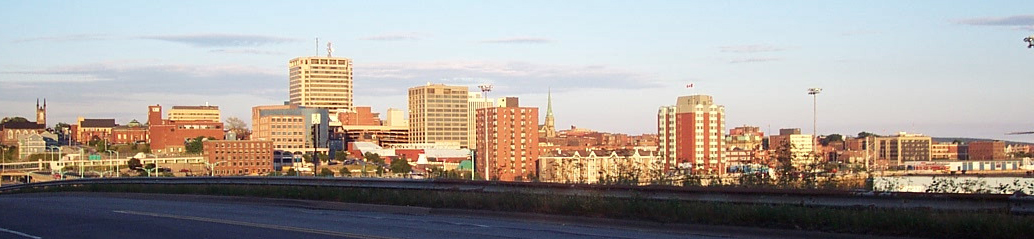
Saint John
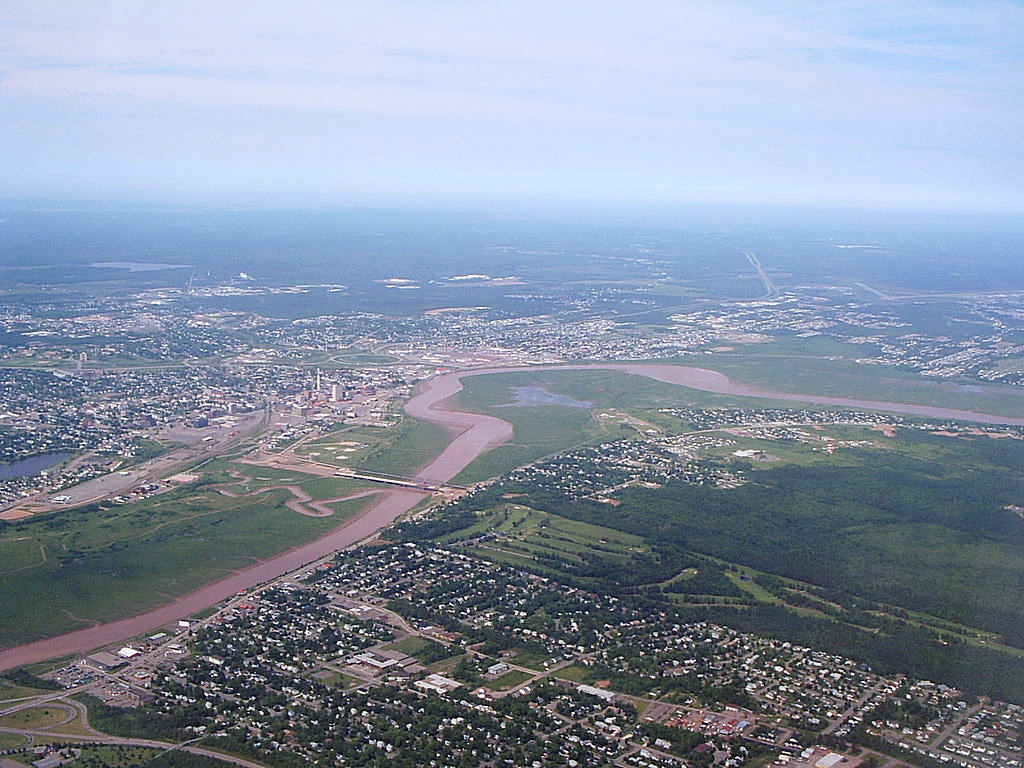
Moncton